# حزب اسلامی قانون
حزب اسلامی قانون از احزاب اصول‌گرای ایران است که در ۶ آذر ۱۳۹۸ مجوز فعالیت گرفت.
سید امیرحسین قاضی‌زاده هاشمی از اعضای این حزب در انتخابات ریاست‌جمهوری سال ۱۴۰۰ شرکت کرد و با کسب یک میلیون و سه هزار و ششصد و پنجاه رأی، چهارم شد.

## تاریخچه
کنگره تأسیس حزب اسلامی قانون در ۱۹ مهر ۱۳۹۷ در کانون فرهنگی توحید برگزار شد. در این کنگره شاهرخ رامین نماینده ادوار مجلس شورای اسلامی، اکبر رنجبرزاده عضو هیئت‌رئیسه مجلس شورای اسلامی، قدیری‌ابیانه سفیر سابق ایران در مکزیک و امیرحسین قاضی‌زاده، نماینده مردم مشهد و عضو هیئت‌رئیسه مجلس حضور داشتند.
این حزب در ۶ آذر ۱۳۹۸ طبق اعلام دبیر کمیسیون ماده ۱۰ احزاب وزارت کشور از این کمیسیون مجوز فعالیت گرفت. حمید ملانوری پیشتر در ۳ مهر ۱۳۹۸ گفته‌بود که صدور پروانه حزب اسلامی قانون تصویب شده، اما صلاحیت یکی از بازرسان این حزب احراز نشده است.
همچنین محمد میرزایی، دبیر شورای مرکزی این حزب در ۲۴ آذر ۱۳۹۹ اظهار کرده‌بود درخواست تأسیس حزب اسلامی قانون هفت سال است توسط هیئت مؤسس به وزارت کشور داده شده بود.

## اعضا
جدول زیر، اعضای شورای مرکزی حزب اسلامی قانون به‌همراه سمت‌های سیاسی آن‌ها را نشان می‌دهد:
| نام (تولد–وفات)                     | سابقه سیاسی | حزب‌های سیاسی پیشین                     |
| ----------------------------------- | --- | -------------------------------------- |
| شاهرخ رامین (۱۳۴۶–)                 | - نماینده حوزه انتخابیه دماوند و فیروزکوه در مجلس هشتم و دوازدهم | –                                      |
| محمد حاجی خان میرزایی (۱۳۵۹-)       | - سردبیر نشریه سفیر انقلاب اسلامی - مسئول دفتر نواب رئیس دوره هشتم مجلس شورای اسلامی - مؤسس و دبیر فراکسیون توسعه روابط کشورهای عضو اکو در مجلس شورای اسلامی دوره‌های دهم و یازدهم - دبیر انجمن طراحی داخلی و معماران استان تهران | -بیداری اسلامی (۱۳۸۹–۱۳۹۲)             |
| سید امیرحسین قاضی‌زاده هاشمی (۱۳۵۰–) | - معاون رئیس‌جمهور رئیس بنیاد شهید و امور ایثارگران از سال ۱۴۰۰ - نماینده حوزه انتخابیه مشهد و کلات در مجلس هشتم، نهم، دهم و یازدهم - نایب‌رئیس اول مجلس شورای اسلامی (۱۳۹۹–۱۴۰۰)                                                  | جبهه پایداری انقلاب اسلامی (۱۳۹۰–۱۳۹۳) |
| فداحسین مالکی (۱۳۳۰–)               | - نماینده حوزه انتخابیه زاهدان در مجلس دوره‌های‌ یازدهم و دوازدهم - سفیر ایران در افغانستان (۱۳۸۶–۱۳۹۱) - مشاور رئیس‌جمهور ایران (۱۳۸۴–۱۳۸۶)                                                                                        | ائتلاف برای ایران (۱۳۸۲)               |
| اکبر رنجبرزاده (۱۳۴۴–)              | - نماینده حوزه انتخابیه اسدآباد در مجلس هشتم و دهم | –                                      |
| علی علی‌لو (۱۳۴۰–)                   | - نماینده حوزه انتخابیه شبستر در مجلس نهم | –                                      |
| حسن نوروزی (۱۳۳۹–)                  | - نماینده حوزه انتخابیه رباط‌کریم و بهارستان در مجلس هشتم، دهم و یازدهم | –                                      |
| احمد جباری (۱۳۴۶–)                  | - نماینده حوزه انتخابیه بندرلنگه، بستک و پارسیان در مجلس هشتم، نهم و یازدهم | –                                      |
| پرویز افشارپور                      | - رئیس سابق اداره تعاون، کار و رفاه اجتماعی تهران | –                                      |
| محمدرضا امیری کهنوج (۱۳۴۷–)         | - نماینده حوزه انتخابیه کهنوج، رودبار جنوب، فاریاب، قلعه‌گنج و منوجان در مجلس هشتم | –                                      |
| حسن ملک‌محمدی (۱۳۴۰–)                | - نماینده حوزه انتخابیه دامغان در مجلس هشتم | –                                      |
| حجت‌الله رحمانی (۱۳۴۴–)              | - نماینده حوزه انتخابیه الیگودرز در مجلس هشتم | –                                      |
| غلامرضا عباسی                       | - رئیس سابق کانون عالی انجمن‌های صنفی کارگران ایران | –                                      |
| امیر علوی گراوند                    | - قائم مقام سابق دفتر تهران حزب موتلفه اسلامی و دبیر فعلی ائتلاف جوانان انقلاب اسلامی | –                                      |
| اسماعیل اسفندیار                    | - معاون اداره کل مجلس در وزارت فرهنگ و ارشاد اسلامی | –                                      |

## عملکرد انتخاباتی
مجلس شورای اسلامی
| انتخابات     | نمایندگان دوره                                                            | حوزه انتخابیه                                                       | جایگاه                                                                              |
| ------------ | ------------------------------------------------------------------------- | ------------------------------------------------------------------- | ----------------------------------------------------------------------------------- |
| دهم ۱۳۹۴     | سید امیرحسین قاضی زاده هاشمی اکبر رنجبرزاده احمد جباری حجت الاسلام نوروزی | مشهد اسدآباد بندرلنگه رباط کریم                                     | دبیر هیئت رئیسه مجلس دبیر هیئت رئیسه مجلس عضو کمیسیون عمران نایب رئیس کمیسیون قضایی |
| یازدهم ۱۳۹۸  | سید امیرحسین قاضی زاده هاشمی احمد جباری حجت الاسلام نوروزی فداحسین مالکی  | مشهد بندرلنگه رباط کریم زاهدان                                      | نایب رئیس مجلس عضو کمیسیون عمران عضو کمیسیون قضایی عضو کمیسیون امنیت ملی            |
| دوازدهم ۱۴۰۲ | شاهرخ رامین فداحسین مالکی اکبر رنجبرزاده رضا علیزاده                      | دماوند، فیروزکوه و رودهن زاهدان اسدآباد همدان ورزقان آذربایجان شرقی |                                                                                     |

### ریاست‌جمهوری اسلامی ایران
| انتخابات | نامزد                       | رای       | درصد  | درصد   | جایگاه |
| انتخابات | نامزد                       | رای       | آرا   | واجدان | جایگاه |
| -------- | --------------------------- | --------- | ----- | ------ | ------ |
| ۱۴۰۰     | سید امیرحسین قاضی‌زاده هاشمی | ۱٬۰۰۳٬۶۵۰ | ۳٫۴۶٪ | ۱٫۶۹٪  | چهارم  |